# Юрюзань (Караидельский район)
Юрюза́нь (баш. МФА: Йүрүҙәно файле) — деревня в Караидельском районе Республики Башкортостан Российской Федерации. Входит в состав Караярского сельсовета.

## География
Деревня находится на правом берегу реки Юрюзань.

### Географическое положение
Расстояние до:
- районного центра (Караидель): 28 км,
- центра сельсовета (Караяр): 3 км,
- ближайшей ж/д станции (Щучье Озеро): 193 км.

## Население
| 2002 | 2009 | 2010 |
| ---- | ---- | ---- |
| 29   | ↘28  | ↘25  |

### Национальный состав
Согласно переписи 2002 года, преобладающая национальность — башкиры (97 %).